# Songshan (Ulanhad)
Songshan léase Song-Shán (en chino:松山区, pinyin:Sóng shānqū , en mongol:Сүн шан тоори, transliteración:Süŋ šan toɣoriɣ toɣoriɣ , lit:Monte Song)  es un distrito urbano
bajo la administración directa de la ciudad-prefectura de Ulanhad en la provincia de Mongolia Interior, República Popular China. 
La región yace en la zona de transición desde la meseta de Mongolia Interior hasta la llanura de Songliaoe en una altitud promedio de 560 m s. n. m. en la confluencia del río Xibo, tributario del Río Liao . El distrito está al oeste de Hongshan sede de gobierno local y es centro cultura y económico en la región, ubicado a 420 kilómetros de Beijing,  la línea férrea Yechi (叶赤铁路) de 170 km de longitud conecta a Ulanhad con Chaoyang . Su área total es de 5955 km², de los cuales cerca de 35 km² pertenecen a la zona urbana (que representa cerca del 50% del área urbana central) y su población proyectada para 2010 fue de 540 000 habitantes.

## Administración
El distrito de Songshanse divide en 33 pueblos que se administran en 8 subdistritos y 25 poblados (zona rural).

## Recursos
A partir de 2011, los depósitos probados de metales y no metales en el distrito incluyen oro, plata, cobre, hierro, manganeso, molibdeno , carbón, esquisto bituminoso , perlita , dolomita , basalto , vermiculita, fluorita , cuarzo y hielo. Más de 30 tipos de piedra , mármol, cristal , ágata , sílice , piedra caliza, granito, arcilla .

## Clima
La zona climática es de continental templada semiárida. El invierno es frío y sin nieve, con vientos desde el noroeste, las lluvias se concentran en el verano, julio y agosto, la temperatura promedio anual de 6.7 °C, el mes más frío es enero con -11.7 °C, y la temperatura promedio es en julio con 23.3 °C, la precipitación promedio anual es de 370 mm, el período sin heladas es de 135 a 145 días, la luz solar anual es de aproximadamente 3000 horas y la diferencia de temperatura entre el verano y el otoño es alta. La primera helada se registra alrededor del 22 de septiembre, acompañada de un clima ventoso.
| Parámetros climáticos promedio de Songshan - área urbana - (1971−2000) | Parámetros climáticos promedio de Songshan - área urbana - (1971−2000) | Parámetros climáticos promedio de Songshan - área urbana - (1971−2000) | Parámetros climáticos promedio de Songshan - área urbana - (1971−2000) | Parámetros climáticos promedio de Songshan - área urbana - (1971−2000) | Parámetros climáticos promedio de Songshan - área urbana - (1971−2000) | Parámetros climáticos promedio de Songshan - área urbana - (1971−2000) | Parámetros climáticos promedio de Songshan - área urbana - (1971−2000) | Parámetros climáticos promedio de Songshan - área urbana - (1971−2000) | Parámetros climáticos promedio de Songshan - área urbana - (1971−2000) | Parámetros climáticos promedio de Songshan - área urbana - (1971−2000) | Parámetros climáticos promedio de Songshan - área urbana - (1971−2000) | Parámetros climáticos promedio de Songshan - área urbana - (1971−2000) | Parámetros climáticos promedio de Songshan - área urbana - (1971−2000) |
| Mes                                                                    | Ene.                                                                   | Feb.                                                                   | Mar.                                                                   | Abr.                                                                   | May.                                                                   | Jun.                                                                   | Jul.                                                                   | Ago.                                                                   | Sep.                                                                   | Oct.                                                                   | Nov.                                                                   | Dic.                                                                   | Anual                                                                  |
| ---------------------------------------------------------------------- | ---------------------------------------------------------------------- | ---------------------------------------------------------------------- | ---------------------------------------------------------------------- | ---------------------------------------------------------------------- | ---------------------------------------------------------------------- | ---------------------------------------------------------------------- | ---------------------------------------------------------------------- | ---------------------------------------------------------------------- | ---------------------------------------------------------------------- | ---------------------------------------------------------------------- | ---------------------------------------------------------------------- | ---------------------------------------------------------------------- | ---------------------------------------------------------------------- |
| Temp. máx. media (°C)                                                  | −3.4                                                                   | 0.2                                                                    | 7.1                                                                    | 16.7                                                                   | 23.4                                                                   | 27.5                                                                   | 29.4                                                                   | 27.9                                                                   | 23.0                                                                   | 15.6                                                                   | 5.8                                                                    | −1.1                                                                   | 14.3                                                                   |
| Temp. mín. media (°C)                                                  | −16.3                                                                  | −13.4                                                                  | −6.3                                                                   | 2.7                                                                    | 9.9                                                                    | 15.3                                                                   | 18.5                                                                   | 16.5                                                                   | 9.8                                                                    | 2.1                                                                    | −6.5                                                                   | −13.2                                                                  | 1.6                                                                    |
| Precipitación total (mm)                                               | 1.6                                                                    | 2.4                                                                    | 6.6                                                                    | 14.4                                                                   | 40.2                                                                   | 64.0                                                                   | 109.3                                                                  | 75.1                                                                   | 31.7                                                                   | 19.5                                                                   | 4.4                                                                    | 1.9                                                                    | 371.1                                                                  |
| Días de precipitaciones (≥ 0.1 mm)                                     | 1.8                                                                    | 1.8                                                                    | 2.7                                                                    | 4.1                                                                    | 7.8                                                                    | 12.1                                                                   | 14.2                                                                   | 10.4                                                                   | 7.0                                                                    | 4.5                                                                    | 2.6                                                                    | 1.1                                                                    | 70.1                                                                   |
| Horas de sol                                                           | 205.1                                                                  | 210.1                                                                  | 254.4                                                                  | 259.2                                                                  | 281.0                                                                  | 263.6                                                                  | 254.0                                                                  | 255.3                                                                  | 251.4                                                                  | 241.1                                                                  | 201.0                                                                  | 189.6                                                                  | 2865.8                                                                 |
| Humedad relativa (%)                                                   | 43                                                                     | 40                                                                     | 39                                                                     | 37                                                                     | 41                                                                     | 54                                                                     | 66                                                                     | 67                                                                     | 58                                                                     | 50                                                                     | 47                                                                     | 44                                                                     | 48.8                                                                   |
| Fuente: China Meteorological Administration                            |                                                                        |                                                                        |                                                                        |                                                                        |                                                                        |                                                                        |                                                                        |                                                                        |                                                                        |                                                                        |                                                                        |                                                                        |                                                                        |